# Śródmiąższowa choroba płuc z zapaleniem oskrzelików oddechowych
Śródmiąższowa choroba płuc z zapaleniem oskrzelików oddechowych (ang. respiratory bronchiolitis associated interstitial lung desease, RB-ILD) – rzadka choroba zaliczana do idiopatycznych śródmiąższowych zapaleń płuc, występująca u osób palących, najczęściej w wieku 30-50 lat. Choroba może przebiegać bezobjawowo, czasem stwierdza się palce pałeczkowate. W badaniach czynności płuc (np. spirometria) stwierdza się obturację oskrzeli i cechy restrykcji tkanki płucnej. W badaniu rentgenowskim klatki piersiowej stwierdza się zmiany o charakterze "mlecznego szkła" (nieznaczne zacienienie obszaru płuc z widocznym rysunkiem naczyń krwionośnych) i pogrubienie ścian oskrzeli. W badaniu tomokomputerowym widoczne są podobne zmiany obejmujące całe płuca oraz drobne guzki. W diagnostyce wykorzystuje się również badanie histopatologiczne tkanki pobranej w czasie biopsji płuca. Choroba ustępuje zwykle samoistnie po zaprzestaniu palenia tytoniu.
Niekiedy choroba przybiera formę ograniczoną jedynie do oskrzelików oddechowych i wówczas określa się ją jako zapalenie oskrzelików oddechowych (ang. respiratory bronchiolitis, RB). Ta forma dotyczy również osób palących, objawia się kaszlem lub przebiega bezobjawowo i nie powoduje znaczących zaburzeń czynności dróg oddechowych. W badaniu rentgenowskim płuc u takich chorych widoczne są niekiedy zmiany o charakterze guzków lub siateczkowo-guzkowe, może być widoczne rozdęcie płuc. W badaniu histopatologicznym stwierdza się obecne w oskrzelikach oddechowych i pęcherzykach płucnych podbarwione pigmentem makrofagi. Zapalenie oskrzelików oddechowych nie wymaga leczenia farmakologicznego, zaleca się jedynie zakończenie palenia.